# Sarolta Steinberger
Sarolta Steinberger (Vílok, 12 de septiembre de 1875 – Budapest, 24 de noviembre de 1965) fue una de las primeras mujeres en titularse como médica en Hungría.

## Biografía
Steinberger nació en Tiszaújlak, Imperio Austrohúngaro (hoy Vilok, Ucrania), en 1875 en una familia rica. Fue a un colegio privado y luego a un colegio en Kolozsvár (hoy Cluj-Napoca, Rumanía).
En diciembre de 1895 el recientemente nombrado Ministro de Educación y Religión, Gyula Wlassics, aprobó una ley que permitía a las mujeres, y a Steinberger, asistir a la Universidad Eötvös Loránd en Budapest para estudiar medicina. En 1900 el "Sunday News" anunció que Steinberger se había titulado como doctora. Fue la primera mujer en obtener esta cualificación en Hungría. Vilma Hugonnai, una condesa húngara, se había titulado como doctora en Zürich en 1879 pero solo se le permitió ser doctora en Hungría en 1897.
Tras titularse como doctora primero estudió ginecología en el extranjero durante dos años. Cuando regresó para practicar en Hungría se unió al Gremio de Feministas. Steinberger dio conferencias, y en 1902 escribió una serie de artículos en La Historia de los Doctores.
Trabajó en la Clínica Tauffer, fundada por William Tauffer en 1888. En 1913 la ley fue modificada de modo que las doctoras ya no necesitaban a un hombre doctor que trabajara con ellas.
En 1928 se convirtió en la directora del Instituto Nacional de Seguridad Social.

## Segunda Guerra Mundial
Steinberger podría haber sido capaz de abandonar Hungría en 1938 después de que los nazis anexionaran el país. Su caso fue abanderado en los EE. UU. por la destacada sufragista Carrie Chapman Catt. La ganadora del Premio Mundial de la Paz Rosika Schwimmer fue a Catt para que firmara una carta en apoyo de Eugénia Meller y Steinberger para emigrar a los EE. UU. Catt rechazó firmar esa carta. Dijo que era mayor y que la carta permanecería después de su muerte.
Steinberger fue la directora del Instituto Nacional de Seguridad Social hasta 1944, cuando las leyes en contra de que los judíos trabajaran le impedieron continuar con su profesión.
Steinberger se jubiló y falleció en Pesthidegkút, cerca de Budapest, en 1965.